# Чистополье (станция)
Чистопо́лье (до 1952 года Салын; крымскотат. Salın, Салын, укр. Чистопілля) — железнодорожная станция в Крыму, расположенная на линии Владиславовка — Крым в 10 километрах к западу от Керчи. Названа по одноимённому селу, в котором расположена. Планируется, что на данной станции будет заканчиваться электрификация и производиться смена локомотивной тяги с электрической на тепловозную. Также здесь будет расположен парк смены локомотивов.

## История
20 марта (2 апреля) 1900 года состоялось торжественное открытие линии Владиславовка — Керчь: Курско-Харьково — Севастопольской железной дороги, на которой была построена станция 3-го класса Салын. По Статистическому справочнику Таврической губернии. Ч.II-я. Статистический очерк, выпуск пятый Феодосийский уезд, 1915 год, на железнодорожной станции Салынь Сарайминской волости Феодосийского уезда числилось 7 дворов с русским населением в количестве 48 человек только «посторонних» жителей. В 1952 году станция Салынь была переименована в Чистополье.

## Деятельность
Грузовые операции не предусмотрены. С вводом в эксплуатацию участка Багерово-Крымский мост-Вышестеблиевская по станции планируется смена локомотива с электрической на тепловозную тягу, для чего пассажирские поезда будут иметь техническую стоянку. В январе 2019 года начаты работы по устройству насыпи под второй путь перегона Чистополье-Багерово. Начата установка опор контактной сети от станции Багерово в сторону Чистополья.

## Дальнее сообщение
С этой станции отправляются следующие поезда дальнего следования:
| № поезда | Маршрут движения    | № поезда | Маршрут движения |
| -------- | ------------------- | -------- | ---------------- |
| 615      | Севастополь — Керчь | 616      | -                |

На станции останавливаются 2 пары пригородных и 1 пара пассажирских поездов.